# Croton elaeagni
Espèce
Croton elaeagni est une espèce de plantes à fleurs du genre Croton et de la famille des Euphorbiaceae, présente à l'ouest de Madagascar.
Il a pour synonyme :
- Croton elaeagni var. antsingyensis, Leandri, 1939